# Curtiss O-52 Owl
Le Curtiss O-52 Owl était un avion d'observation américain, utilisé par l'US Army Air Corps avant et pendant la Seconde Guerre mondiale.

## Conception et développement
Développé en 1939 par la Curtiss Aeroplane and Motor Company, l'O-52 fut le dernier avion d'observation « lourd » développé pour l'armée américaine. Le concept des avions d'observation biplaces, classés dans la série des avions « O », datait de la Première Guerre mondiale, et en 1940, l'Army Air Corps commanda 203 Curtiss O-52 pour des missions d'observation.
Vers 1941, l'O-52 était déjà totalement dépassé pour affronter les conditions de combat de l'époque.

## Carrière opérationnelle

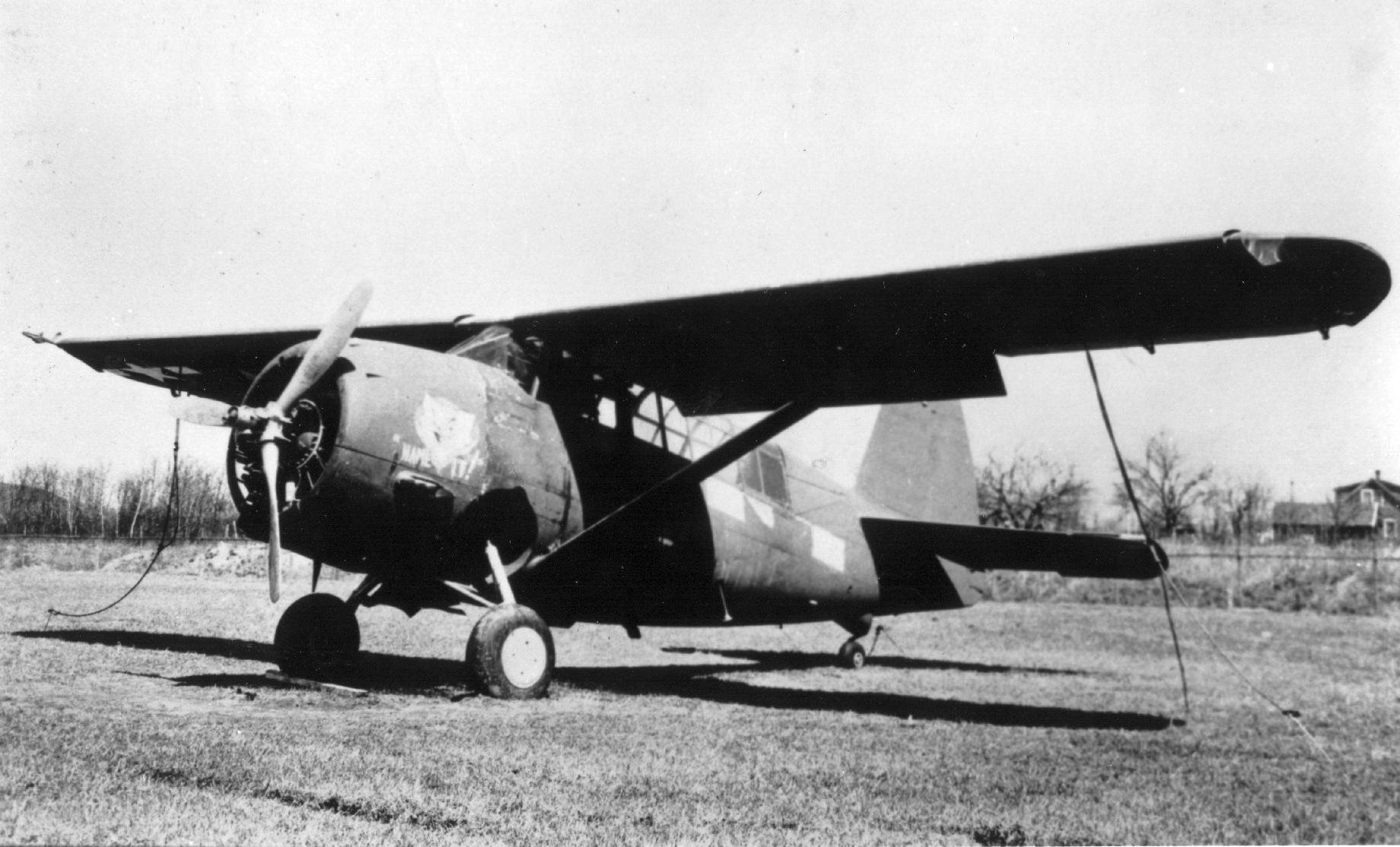
Un Curtis O-52 Owl, dans un aérodrome Anglais dans les années 1940

À la livraison, l'appareil fut utilisé dans des manœuvres militaires par l'USAAC, mais après l'entrée en guerre des États-Unis, l'US Army Air Forces détermina que l'avion ne possédait pas des performances suffisantes pour effectuer des opérations de combat « modernes » dans les territoires outre-mer. En conséquence, l'O-52 fut relégué à des missions de liaison et de messagerie à l'intérieur du territoire des États-Unis, ainsi qu'à quelques missions de patrouille anti-sous-marine à courte distance au-dessus du Golfe du Mexique, de l'Océan Atlantique et du Pacifique.
L'O-52 fut le dernier avion de type « O » produit en quantités pour l'Air Corps. Après l'attaque de Pearl Harbor, le préfixe « O » fut abandonné et remplacé par le préfixe « L », pour les avions de liaison.
En novembre 1942, l'Union soviétique commanda 30 O-52 par le biais du programme de prêt-bail. 26 avions furent livrés, mais seulement 19 furent livrés, car plusieurs furent perdus sur la route nord-arctique. Sur ces avions livrés, seulement dix furent acceptés en service. Ils furent utilisés opérationnellement pour du pointage d'artillerie et comme plateformes d'observation et photographie générale dans les régions du nord et du centre du front russe pendant le printemps-été 1943. Un des O-52 fut abattu par des chasseurs de la Luftwaffe. L'avion était globalement peu apprécié par les Soviétiques, même si certains continuèrent à voler jusque dans les années 1950.

## Utilisateurs
- Brésil :
  - Force aérienne brésilienne
- États-Unis :
  - United States Army Air Corps
- Union soviétique :
  - Forces aériennes soviétiques

## Exemplaires préservés
- O-52 no 40-2746 : Cet appareil est exposé au Pima Air & Space Museum à Tucson, en Arizona[3] ;
- O-52 no 40-2763 : Cet appareil est exposé au National Museum of the United States Air Force sur la base aérienne Wright-Patterson, près de Dayton, dans l'Ohio[4] ;
- O-52 no 40-2769 : Cet appareil est exposé au Yanks Air Museum (en) à Chino, en Californie[5].

### Magazines
- (en) Richard A. Morley, « The Curtiss O-52 'Owl' », AAHS Journal, American Aviation Historical Society, vol. 40,‎ 1995, p. 36.